# ۱۳ جمادی‌الاول
۱۳ جمادی‌الاول، سیزدهمین روز ماه جمادی‌الاول در تقویم هجری قمری است.
در تقویم هجری قمری قراردادی این روز صد و سی و یکمین روز سال است.

## مرگ‌ها
- ۱۱ قمری ‐ فاطمه بنت محمد، به روایتی[۱]